# Duntroonornis parvus
Duntroonornis parvus, también conocido como pingüino de Duntroon, es una especie de pingüino extinta del Chattiense de Nueva Zelanda. El pingüino era relativamente pequeño, similar en talla a Eudyptes pachyrhynchus.
Fue descrito por Brian Marples en 1952 tras identificar un tarsometatarso izquierdo fósil que recogió , en la formación geológica Kokoamu Greensand, en una zona cercana a Duntroon, próxima a la frontera entre las regiones de Canterbury y Otago de la isla Sur. Los fósiles hallados en el Valle de Hakataramea, también pueden ser de un ejemplar de dicha especie. El nombre del género Duntroonornis significa "ave de Duntroon", mientras que el epíteto específico es del latín parvus ("pequeño").